# 胡驤
胡驤（1884年—1928年7月22日），字宸甫，四川省成都縣人，宣統二年工科進士，日本東京高等工業學校畢業。

## 生平
宣統二年(1910年)九月二日，內閣奉上諭：胡驤著賞給工科進士。
宣統三年(1911年)，授職翰林院庶吉士。
民國初年任中等工業學堂監督。
民國3-4年(1914-1915年)間，任四川巡按使公署實業科長，後歷任教於成都諸學校。
民國17年（1928年）7月22日（六月初六）疾甚卒，春秋四十有四。

## 家族
先世江蘇吳縣人，清初遷蜀。